# Upendrakishore Raychaudhuri

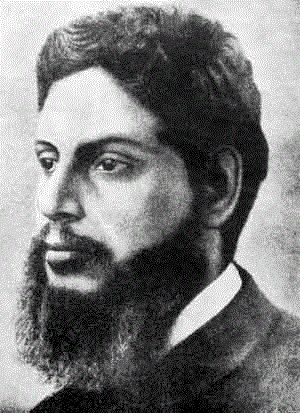
Upendrakishore Raychaudhuri

Upendrakishore Raychaudhuri ⓘ (auch in mehreren anderen Lateinschreibweisen; bengalisch: উপেন্দ্রকিশোর রায়চৌধুরী, Upendrakiśor Rāẏcaudhurī; * 10. Mai 1863 im Dorf Moshua, Bengalen; † 20. Dezember 1915 in Kolkata) war ein indischer Autor, Herausgeber, Illustrator, Komponist und Unternehmer.

## Leben
Er wurde in einem Dorf im ostbengalischen Distrikt Maimansingh geboren. Upendrakishore wurde von einem reichen kinderlosen Onkel adoptiert und nahm dessen Titel Raychowdhury an. In den 1880er Jahren zog er nach Kolkata und wurde Mitglied des Brahmo Samaj, für den er Hymnen komponierte, die noch heute gesungen werden. Upendrakishore spielte selbst die Instrumente Esraj und Pakhawaj. Er war in Kontakt mit führenden Persönlichkeiten der bengalischen Renaissance, darunter mit der Tagore-Familie, von denen Rabindranath heute der noch bekannteste ist.
Upendrakishore wurde einer der führenden Blockmacher, als er in seinem Geschäft neue Halbton-Technologien einsetzte und technische Artikel in einer britischen Fachschrift hierüber schrieb. Er begann selbst Bücher herauszugeben, die er zunächst in Fremddruck gab. Upendrakishore Raychaudhuri schickte seinen Sohn Sukumar Ray nach England, damit dieser an der Universität Manchester Drucktechnologie studieren konnte. 1913 gründete er sein eigenes Druck- und Verlagsunternehmen M/s U. Roy & Sons in Kolkata, wo er verbesserte Methoden für Schwarzweiß- und Farbdruck entwickelte.
Sein Wirken ist insbesondere mit der bengalischen Kinderliteratur verbunden. Die Illustrationen für die meisten seiner Bücher fertigte Upendrakishore selbst. 1913 war er erster Herausgeber des Kindermagazins Sandesh, das nach seinem Tod von seinem Sohn Sukumar und später seinem Enkel Satyajit Ray übernommen wurde und noch immer erscheint. Upendrakishore veröffentlichte Versionen der indischen Epen Ramayana und Mahabharata für Kinder, kindgerecht aufbereitete Artikel über wissenschaftliche Themen sowie Sammlungen folkloristischer Märchen. Die bekannteste davon ist das 1910 entstandene Tuntunir Boi – eine Sammlung von 24 Tiermärchen, die zu einem Klassiker der bengalischen Kinderliteratur wurde. Im Jahr 2006 hatte die Kinderoper Chincha-Chancha Cooroo von Bernard Hughes nach Libretto von William Radice Premiere, die auf einer Geschichte aus dem Buch basiert. Upendrakishore Ray Choudhuris Geschichte Goopy Gyne Bagha Byne über die Abenteuer zweier völlig untalentierter Musiker ist auch durch den gleichnamigen Film von Satyajit Ray bekannt.